# Johan Hultberg
Johan Anders Simon Hultberg, född 20 juli 1985 i Forshälla församling, Göteborgs och Bohus län, är en svensk politiker (moderat) och riksdagsledamot sedan år 2010. 

## Biografi
Han blev först invald i riksdagen för Kronobergs läns valkrets, men sedan valet 2018 sitter han för Västra Götalands läns norra valkrets.
Han var Moderaternas miljöpolitiska talesperson mellan den 5 april 2014 och den 10 oktober 2017. Som nytillträdd riksdagsledamot blev Hultberg ledamot i miljö- och jordbruksutskottet. Han har sedermera även blivit ordinarie ledamot i EU-nämnden. Sedan 2018 är han ledamot i socialutskottet, och sedan hösten 2022 är han Moderaternas gruppledare i utskottet samt därmed socialpolitisk talesperson.
Hultberg lämnar sina riksdagsuppdrag sommaren 2025 för att i september 2025 bli Tanum kommuns utvecklingschef.